# 承天寺
承天寺（じょうてんじ）は福岡県福岡市博多区博多駅前に在る臨済宗東福寺派の寺院。博多旧市街にある寺院の一つ。

## 歴史
大宰少弐・武藤資頼が円爾（弁円、聖一国師）を招聘および謝国明ら宋商人が多く援助して仁治3年（1242年）に創建。寛元元年（1243年）に官寺となる。

## 伽藍
仏殿「覚皇殿」、方丈、開山堂などがある。方丈の前には石庭「洗濤庭」が広がる。墓地には新派俳優の川上音二郎や、宋で織物技術を学び博多織を始めた満田弥三右衛門らの石碑（墓所は聖福寺）がある。
境内は市道によって北東と南西に分かれる。これは昭和38年（1963年）の博多駅移転に伴う区画整理事業によって通されたもので、このため山門や仏殿は南西側、本堂や墓地などは北東側に分断されている。

## 博多千年門

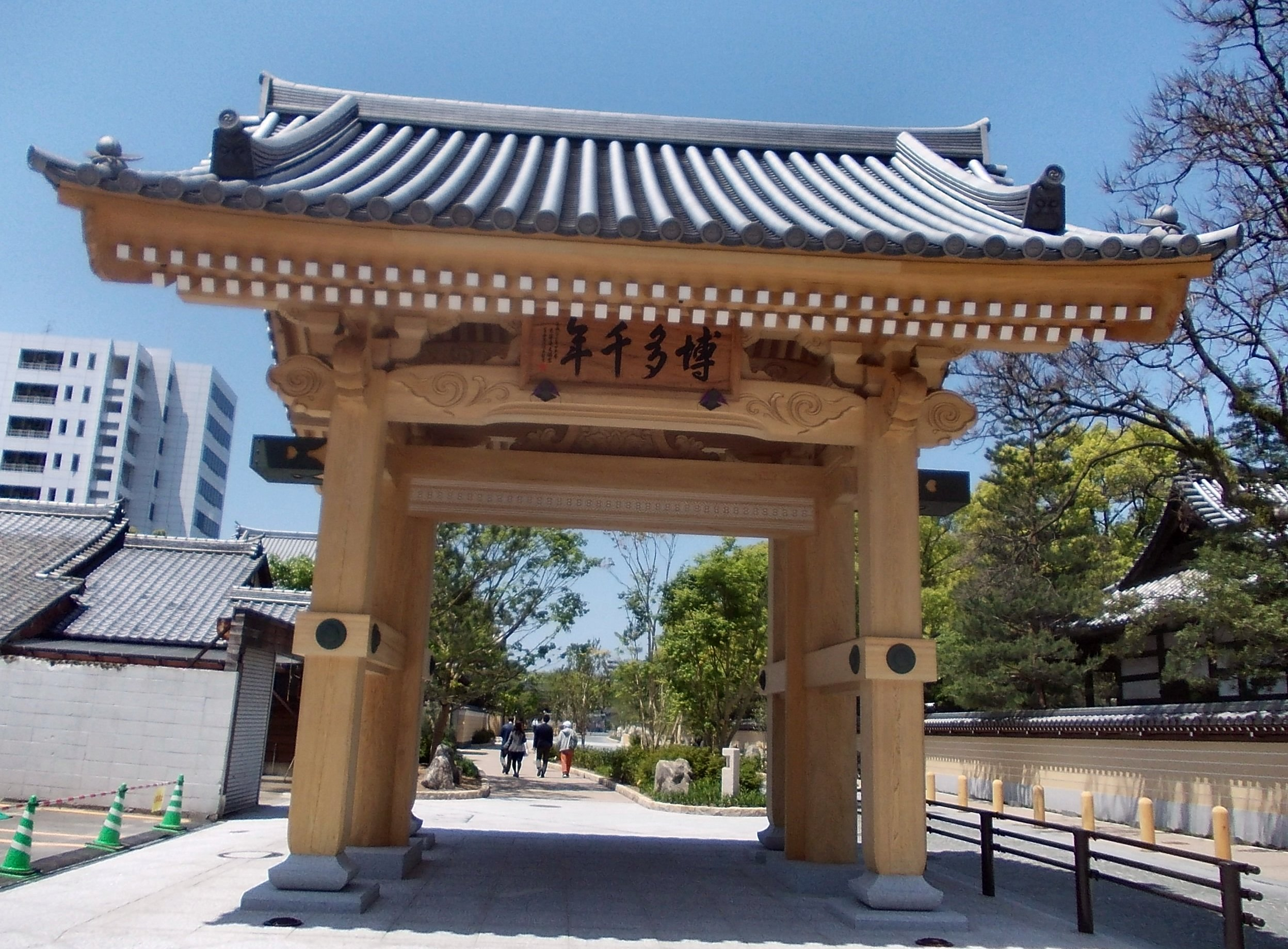
博多千年門（はかたせんねんのもん）

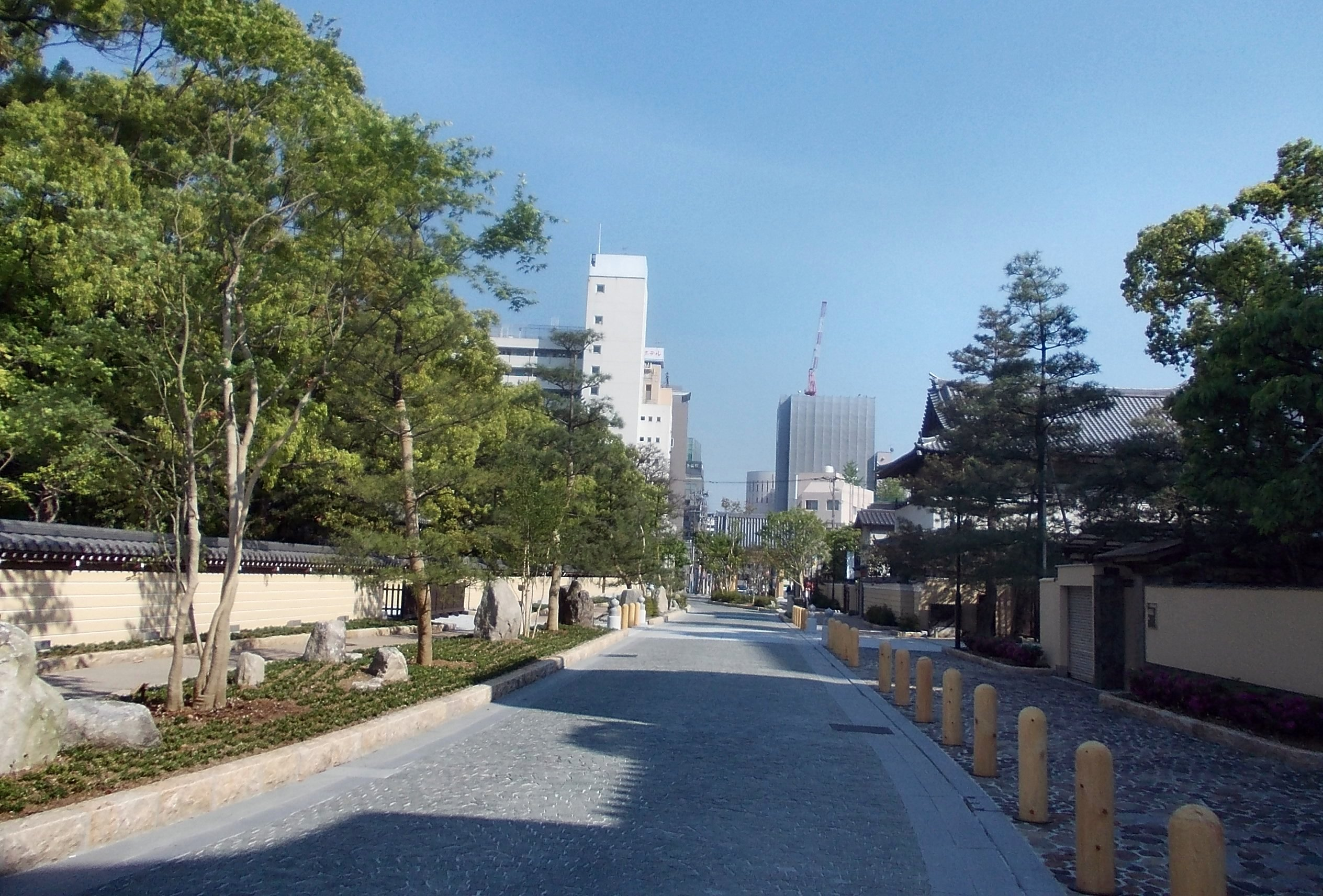
承天寺通り

平成26年（2014年）3月28日、承天寺通りの一角に新たな博多のシンボルとなる博多千年門（せんねんのもん）が完成した。千年門は古文書に登場する博多の出入り口「辻堂口門（つじのどうぐちもん）」をモデルにした木造瓦ぶきの四脚門。高さ、幅ともに約8メートルで、博多の街の未来千年の繁栄を願って命名された。通りのうち寺の境内に挟まれた約150メートルには、マツやモミジ、自然石が配置され、庭園のような趣となっている。扁額は太宰府天満宮の西高辻宮司による揮毫である。

## 文化財

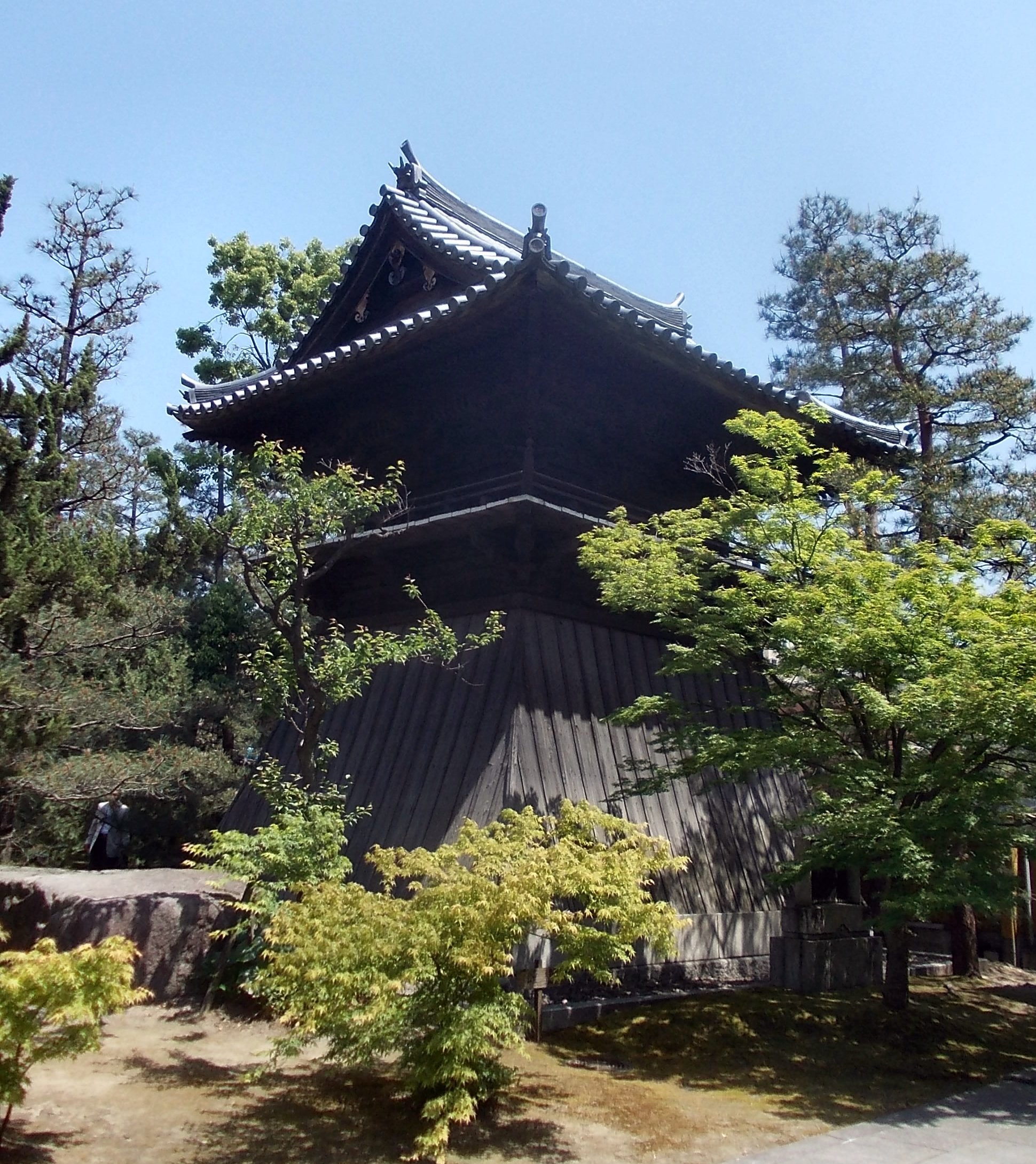
鐘楼（福岡市有形文化財）

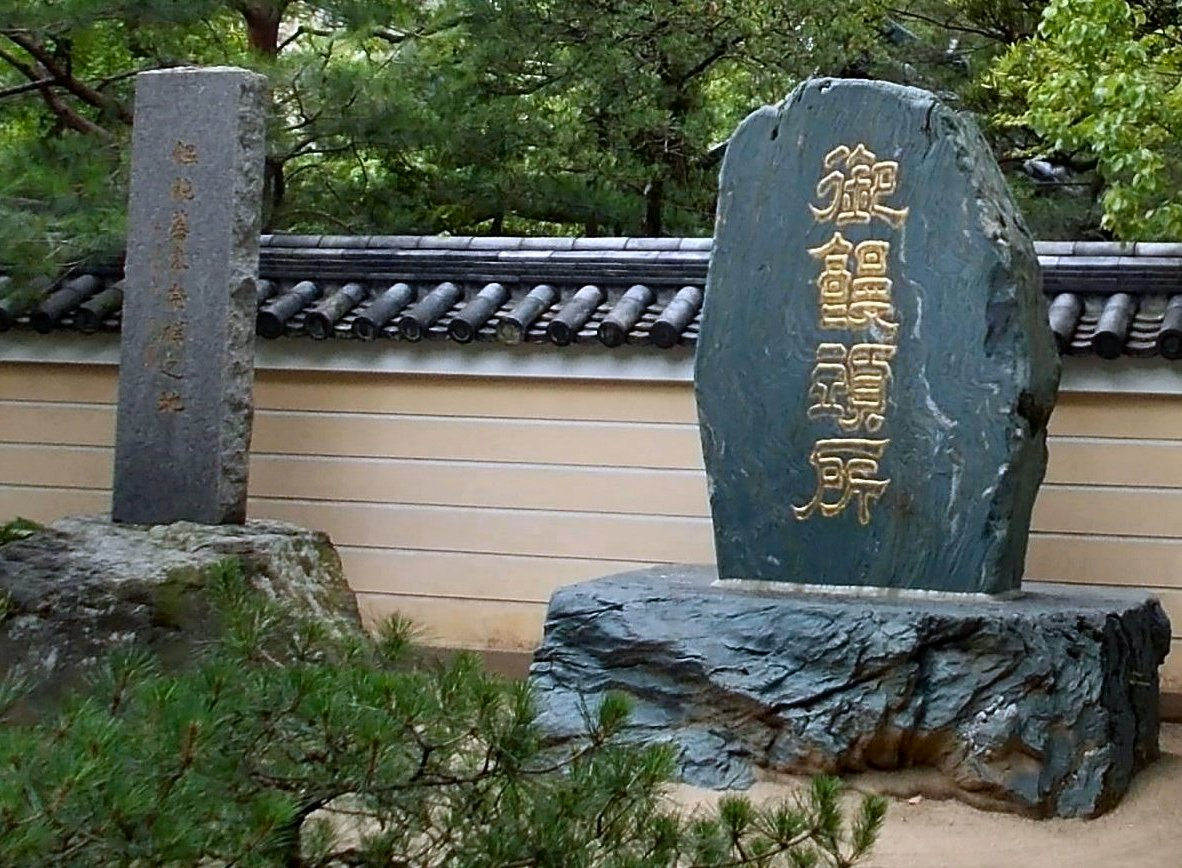
「饂飩蕎麦発祥之地」（左）と「御饅頭所」の石碑

### 重要文化財
- 木造釈迦如来及両脇侍像
- 絹本著色禅家六祖像 6幅
- 銅鐘（梵鐘） - 朝鮮鐘。清寧11年（1065年）の銘がある。

### 福岡市指定有形文化財

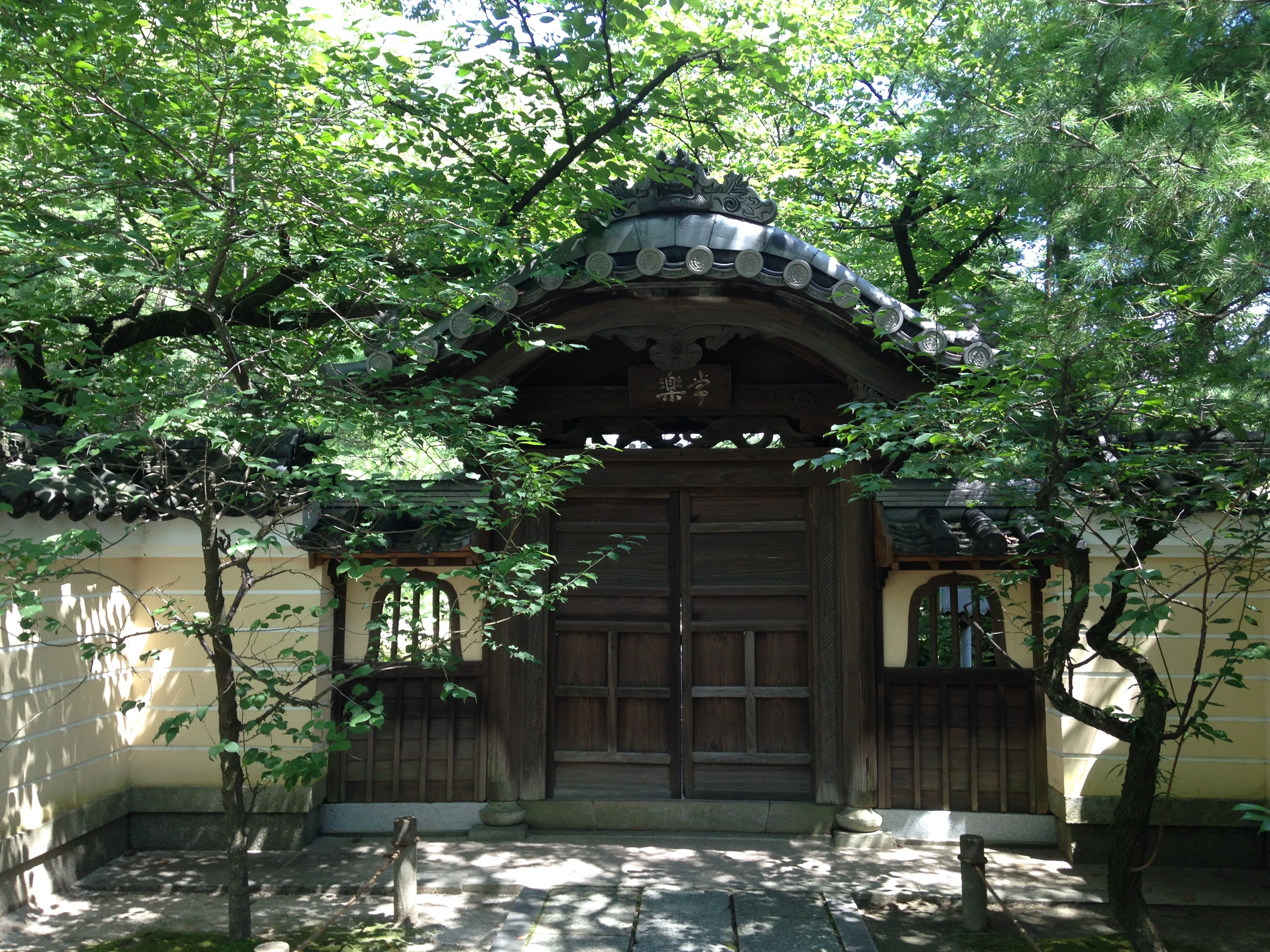
唐門

- 開山堂
- 唐門
- 鐘楼

### その他
- 「饂飩蕎麦発祥之地」の石碑 - 仁治2年（1241年）に円爾が宋から帰国した際に技術を持ち帰った。承天寺には詳細な製粉法を記した古文書水磨の図が残っている。
- 「御饅頭所」の石碑 - 円爾が宋から持ち帰った饅頭の製法を茶店に伝え、与えた看板（虎屋所蔵）の文字を彫っている。
- 「満田彌三右衛門之碑」 - 円爾とともに宋に渡り、織物、麝香、素麺、金箔、朱の製法を持ち帰った。
- 「山笠発祥之地」の石碑
- 「舊就義隊碑」福岡藩兵の部隊履歴について。荒井周大編『福岡県碑誌』福岡県碑誌保存會、昭和４年
- 「川上音二郎の墓所」日本近代演劇の祖の墓

## 交通アクセス
- 福岡市地下鉄空港線祇園駅より徒歩3分（250m）
- 西鉄バス緑橋バス停より徒歩2分（130m）
- 福岡高速環状線呉服町出入口より1.3㎞